# Eric Johan Dillner
Eric Johan Dillner, född 19 juni 1749 i Myssjö socken, död 27 november 1817, var en svensk präst.

## Biografi
Eric Johan Dillner föddes 1749 på kaptensbostället Hofvermo i Myssjö socken. Han var son till sergeanten Sivert Dillner och Eva Margareta Björkebom. Efter studier i Frösö skola och Härnösands gymnasium blev han student vid Uppsala universitet vårterminen 1769. Han kallades där till huspredikant av landshövdingen Johan Albrekt Voltemat och prästvigdes 22 juni 1775 samt promoverades till filosofie magister 17 juni 1776. Dillner förordnades 12 december 1777 till extra ordinarie skvadronspredikant vid lätta dragonkåren och till pastorsadjunkt i Jakob och Johannes församling i Stockholm. Med kunglig fullmakt den 10 februari 1779 tillträdde han samma år Sundsvalls församling. Han var vice kontraktsprost i Medelpads södra kontrakt från 23 augusti 1780 till 4 juli 1787 och blev därefter ordinarie kontraktsprost. Dillner utnämnde till kyrkoherde i Tuna församling 6 oktober 1786 och tillträdde pastoratet 1788.
Dillner var riksdagsledamot i Stockholm 1786 och i Gävle 1792. Han deltog i jubelfesten i Uppsala 1793 och
bankrevisionen 1794. Han var preses vid prästmötet i Härnösand 1791, blev teologie doktor 1800. Vidare blev han korrespondent ledamot av Lantbruksakademien 3 december 1812, ledamot av Svenska Bibelsällskapet 1816 och samfundet Pro fide et Christianismo 1798. Han skänkte till lantvärnet i finska kriget fem gevär.
Genom Dillners välvilliga understöd fick Eric Harfvefeldt möjlighet att gå vidare till högre studier. Dillner avled 1817 plågad av sten och gikt.

### Familj
Dillner gifte sig 7 september 1779 med Catharina Elisabeth Salin (1749–1834). Hon var den yngsta dottern till prosten Daniel Salin i Ovikens socken. Makarna Dillner fick tillsammans barnen Margareta Katarina Dillner (1780–1809), Eva Elisabet Dillner (1782–1785), Sofia Johanna Dillner (1783–1836) som var gift med kyrkoherden Johan Olof Arbman i Offerdals församling, Gustava Dillner (1784–1785), kyrkoherden Johan Dillner (1785–1861) i Östervåla församling, Eva Gustava Dillner (1787–1823) som var gift med kyrkoherde i Isak Grape i Piteå församling, Lovisa Fredrika Dillner (1789–1791) och majoren Gustaf Emanuel Dillner (1792–1834) vid Jämtlands regemente.